# Estadio Coronel Félix Cabrera
El Estadio Coronel Félix Cabrera es un estadio de fútbol que se encuentra ubicado en la ciudad de Asunción, capital de la República del Paraguay. En este escenario, que cuenta con capacidad para unas 5000 personas, hace las veces de anfitrión el equipo de fútbol Presidente Hayes.
El estadio está ubicado en el barrio Tacumbú, en las calles 15 de agosto entre Atenas y Presbítero Francisco Javier Bogarín. Una de las peculiaridades del Club Presidente Hayes es que este fue su primer y único campo de deportes en su historia, a diferencia de otros clubes de la zona.
El estadio lleva el nombre del Coronel Félix Cabrera en honor a ese militar paraguayo de destacada participación en la Guerra del Chaco y que también colaboró con el club en la construcción de las primeras graderías del estadio. También conocido popularmente como el "Fortín de Tacumbú", mote que se le asignó debido a la dificultad que representaba para los equipos adversarios el obtener puntos en este escenario.

También se le atribuye la denominación Kiko Reyes al estadio. Francisco "Kiko" Reyes fue un destacado jugador que tuvo brillante participaciones en otros clubes de Paraguay, Brasil y España. Aunque en realidad una de las tribunas y no el estadio lleva su nombre.